# Хутурм
Хутурм (њем. Hutthurm) град је у њемачкој савезној држави Баварска. Једно је од 38 општинских средишта округа Пасау. Према процјени из 2010. у граду је живјело 5.946 становника. Посједује регионалну шифру (AGS) 9275128.

## Географски и демографски подаци
Хутурм се налази у савезној држави Баварска у округу Пасау. Град се налази на надморској висини од 465 метара. Површина општине износи 37,2 km². У самом граду је, према процјени из 2010. године, живјело 5.946 становника. Просјечна густина становништва износи 160 становника/km².